# Clare Hall (Antigua)
Clare Hall, auch Clare Hall Village, ist ein Vorort von St. John’s in der Parish of Saint John auf der Karibikinsel Antigua, im Staat Antigua und Barbuda.

## Lage und Landschaft
Clare Hall liegt etwa zwei Kilometer nordöstlich des Stadtzentrums von St. John’s am Fuß der Northern Hills. Die Siedlung umfasst die Ortslagen nördlich der Old Parham Road.
Der Ort hat mehr als 1500 Einwohner (Stand: 2001). Statistisch gehört er großteils zu St. John’s Rural, dem Landbezirk der Hauptstadt; die westlichsten Straßenzüge gehören schon zur Stadt selbst (Zählbezirk Clare Hall (West), im Jahr 2001 rund 250 Einwohner) – die Stadtgrenze verläuft hier westwärts Old Parham Road – Wireless Road – entlang der alten Bahntrasse zur Friars Hill Road. Die stadtauswärts im Außenbezirk St. John’s Rural gelegenen Ortsteile waren für den Zensus 2001 in die Zählbezirke Clare Hall-Christian Union, Clare Hall-Central, Clare Hall-School und Upper Clare Hall unterteilt.
|                                 | Cedar Valley Gardens                        | New Winthorpes Barnes Hill (beide St. Georges) |
| Upper Gambles (St. John’s City) | Kompassrose, die auf Nachbargemeinden zeigt | Cassada Gardens Carlisle (St. Georges)         |
| Sutherlands (St. John’s City)   | St. Johnson’s Village (St. John’s City)     | Skerretts Osbourne (Piggotts, St. Georges)     |

## Geschichte
Ursprünglich befand sich hier das Anwesen Nugent. Die aus Irland stammende katholische Siedlerfamilie war ab dem späten 17. Jahrhundert im Bermudian Valley (heute Valley Church) ansässig, und Oliver Nugent erwarb 1721 Grund außerhalb von Saint John’s. Sein Landhaus nannte er „Clare Hall“ (Hall ist ein englisches Wort für Herrenhaus), nach dem heimatlichen County Clare. 1765 verkaufte er sein Landgut seinem Schwiegersohn Robert Skerrett. Nicholas Nugent erwarb das Anwesen 1829 von seinem Neffen John Lynch zurück, war aber auf Lyon’s in St. Pillip’s ansässig. Das Landhaus selbst ging schon 1790 an Charles Warner Dunbar und dann an Sir C. Bethel Codrington (dort steht heute die Schule), der Farmgrund wurde im Laufe des 19. Jahrhunderts sukzessive parzelliert, abgegeben und bebaut. Die stadtnahen Gebiete wurden der Inselregierung verkauft, dort stehen heute etwa die Parlamentsgebäude. Auch der Anglikanische Bischof von Antigua hatte hier seine Residenz. 1889 wurde eine botanische Forschungsstation mit Schulungseinrichtungen gegründet, wie in vielen britischen Kolonien. Diese wurde aber schon 1894 an die seinerzeitige Stadtgrenze in den Victoria Park verlegt. In der Zwischenkriegszeit entstand eine Modellsiedlung, Bell Village.
Bis in die Mitte des 20. Jahrhunderts war die Gegend trotzdem noch ländlich geprägt; heute gehört sie vollständig zum urbanen Raum der Hauptstadt, ist aber locker strukturiert.

## Infrastruktur
Vor Ort befinden sich heute ein Krankenhaus (Clare Hall & St. Johnson’s Village Clinic), die Clare Hall Secondary School, eine der wenigen höheren Schulen des Staates, sowie eine Kirche, die Clare Hall Christian Union Church an der Stadtgrenze.